# Max Haertel
Gustav Paul Max Haertel (* 4. Mai 1881 in Breslau; † 16. August 1945 vermutlich in Brest (Belarus)) war ein deutscher Kriminalpolizist und SS-Oberführer, der zur Zeit des Nationalsozialismus nacheinander die Kriminalpolizei in Breslau, Berlin und Hamburg leitete. Er wurde nach dem Ende des Zweiten Weltkrieges durch ein sowjetisches Militärtribunal wegen Kriegsverbrechen zum Tode verurteilt und hingerichtet. 

## Leben
Haertel trat nach dem Ende seiner Schulzeit 1911 in den Polizeidienst ein und absolvierte die Laufbahn zum Kommissar. Nach der nationalsozialistischen Machtergreifung trat er zum 1. Mai 1933 der NSDAP bei (Mitgliedsnummer 2.125.791). 1937 wurde er Mitglied der Schutzstaffel (SS-Nr. 290.009) und stieg bei der Allgemeinen SS im November 1943 bis zum Oberführer auf.
Bei der Kriminalpolizei im NS-Staat machte er Karriere und wurde bis zum Oberregierungsrat befördert: Von Anfang September 1936 bis Mitte April 1937 leitete er die Kriminalpolizei in Breslau, anschließend als Nachfolger von Erich Liebermann von Sonnenberg bis Ende März 1943 die Kriminalpolizei in Berlin (mit Zuständigkeit für die Provinz Brandenburg) und danach von Mai 1943 bis mindestens November 1944 die Kriminalpolizei in Hamburg. Haertel gehörte dem Sicherheitsdienst des Reichsführers SS an und war am Unternehmen Zeppelin beteiligt. 
Nach Kriegsende wurde Haertel am 10. Mai 1945 an seinem Wohnort in Berlin-Friedenau verhaftet und später in das Spezialgefängnis Nr. 7, Frankfurt an der Oder verbracht. Konkret war er als SS-Führer und Kriminalpolizist beschuldigt polnische und russische Zwangsarbeiter polizeilich verfolgt sowie sowjetische und andere ausländische Bürger festgenommen und an die Geheime Staatspolizei überstellt zu haben. Am 9. Juni 1945 wurde er infolge des Ukas 43 durch ein sowjetisches Militärtribunal wegen Kriegsverbrechen zum Tode verurteilt. Am 8. Juli 1945 wurde Haertel in die Sowjetunion nach Brest überstellt, wo er am 16. August 1945 hingerichtet wurde.